# Slovenský futbalový zväz
Slovenský futbalový zväz ordnar med organiserad fotboll i Slovakien (SFZ), och har sitt huvudkontor i Bratislava. Det bildades 1938 och inträdde i Fifa 1939, för att efter andra världskriget uteslutas ur FIFA när Tjeckoslovakien återskapades. Man återinträdde 1994.